# Криворізька дирекція залізничних перевезень
Криворізька дирекція залізничних перевезень (ДН-2) — одна із чотирьох дирекцій Придніпровської залізниці, яка обслуговує майже половину Дніпропетровської, окремі дільниці Миколаївської, Кіровоградської та Херсонської областей. На території, яку обслуговує дирекція, машкає приблизно 1,5 млн осіб. Дирекція також обслуговує підприємства п'яти міст (Кривий Ріг, Нікополь, Марганець, Покров, Жовті Води) та чотирьох районів (Криворізького, Кам'янського, Дніпровського, Нікопольського) Дніпропетровської області, 1 район (Баштанський) Миколаївської області, 1 район (Кропивницький) Кіровоградської області та 1 район (Бериславський) Херсонської області.
Основним видом діяльності Криворізької дирекції залізничних перевезень є вантажна і комерційна робота, 10, 9 % якої належить ВАТ «Арселор Міттал Кривий Ріг», 78,4 % — гірничо-збагачувальним комбінатам Криворізького і Марганецького басейнів.
У зоні обслуговування Криворізької дирекції 875 промислових підприємств, організацій, закладів.

## Межі дирекції
Межує з такими дирекціями:
| Дирекція    | Залізниця      | Кількість з'єднань | Дільниці з'єднання                                                  | Магістральна лінія                                |
| ----------- | -------------- | ------------------ | ------------------------------------------------------------------- | ------------------------------------------------- |
| Запорізька  | Придніпровська | 1                  | Нікополь — Запоріжжя                                                | Кривий Ріг — Донбас                               |
| Дніпровська | Придніпровська | 3                  | Апостолове — Дніпро Кривий Ріг — Верхівцеве П'ятихатки — Верхівцеве | Херсон — Харків Кривий Ріг — Дніпро Київ — Дніпро |
| Знам'янська | Одеська        | 2                  | П'ятихатки — Знам'янка Кривий Ріг — Долинська                       | Дніпро — Київ Донбас — Захід                      |
| Херсонська  | Одеська        | 1                  | Апостолове — Снігурівка                                             | Харків — Херсон                                   |

## Найбільші станції
Центр дирекції розташований в місті Кривий Ріг, який одночасно є і найбільшим на території дирекції. Серед інших важливих станцій слід зазначити станції Апостолове, Нікополь та П'ятихатки.

Вокзали дирекції
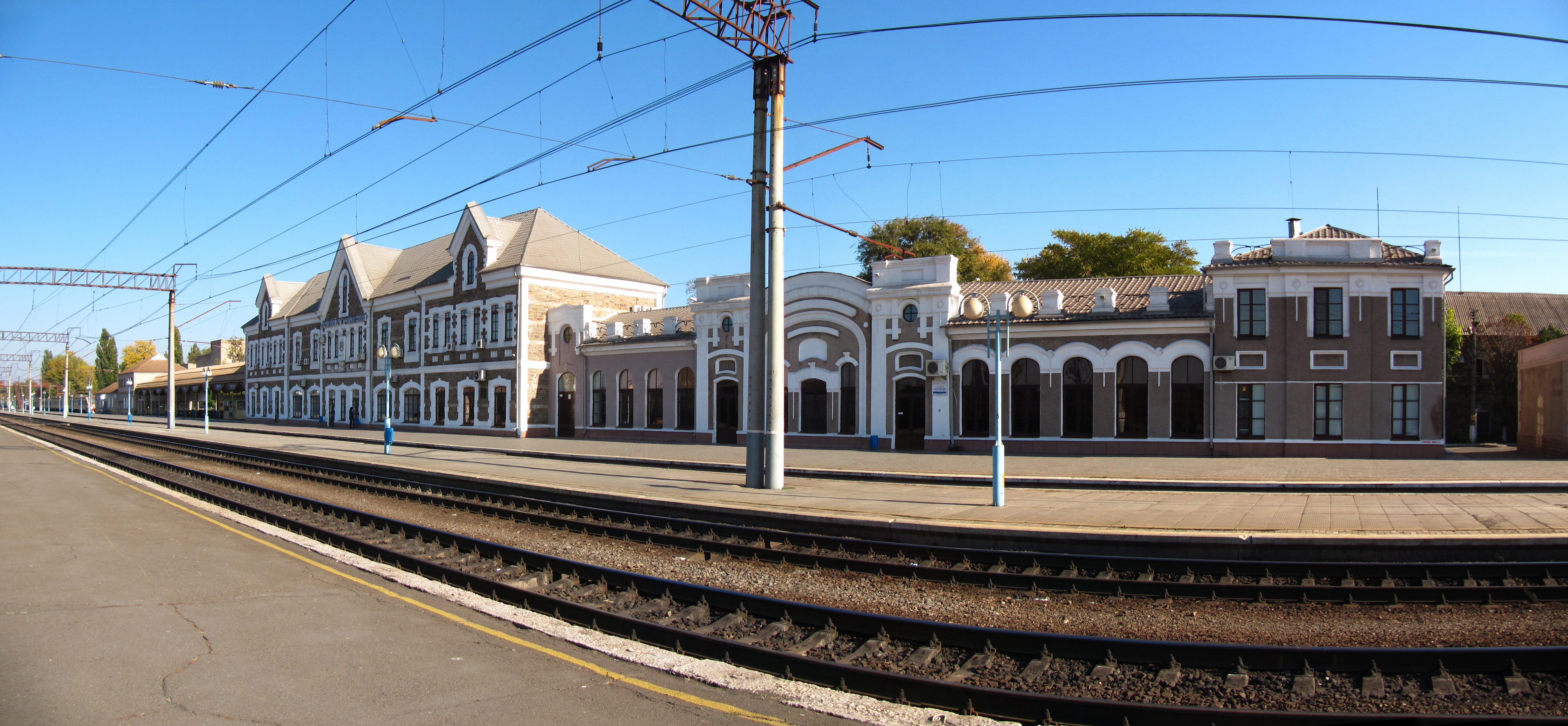
Кривий Ріг-Головний
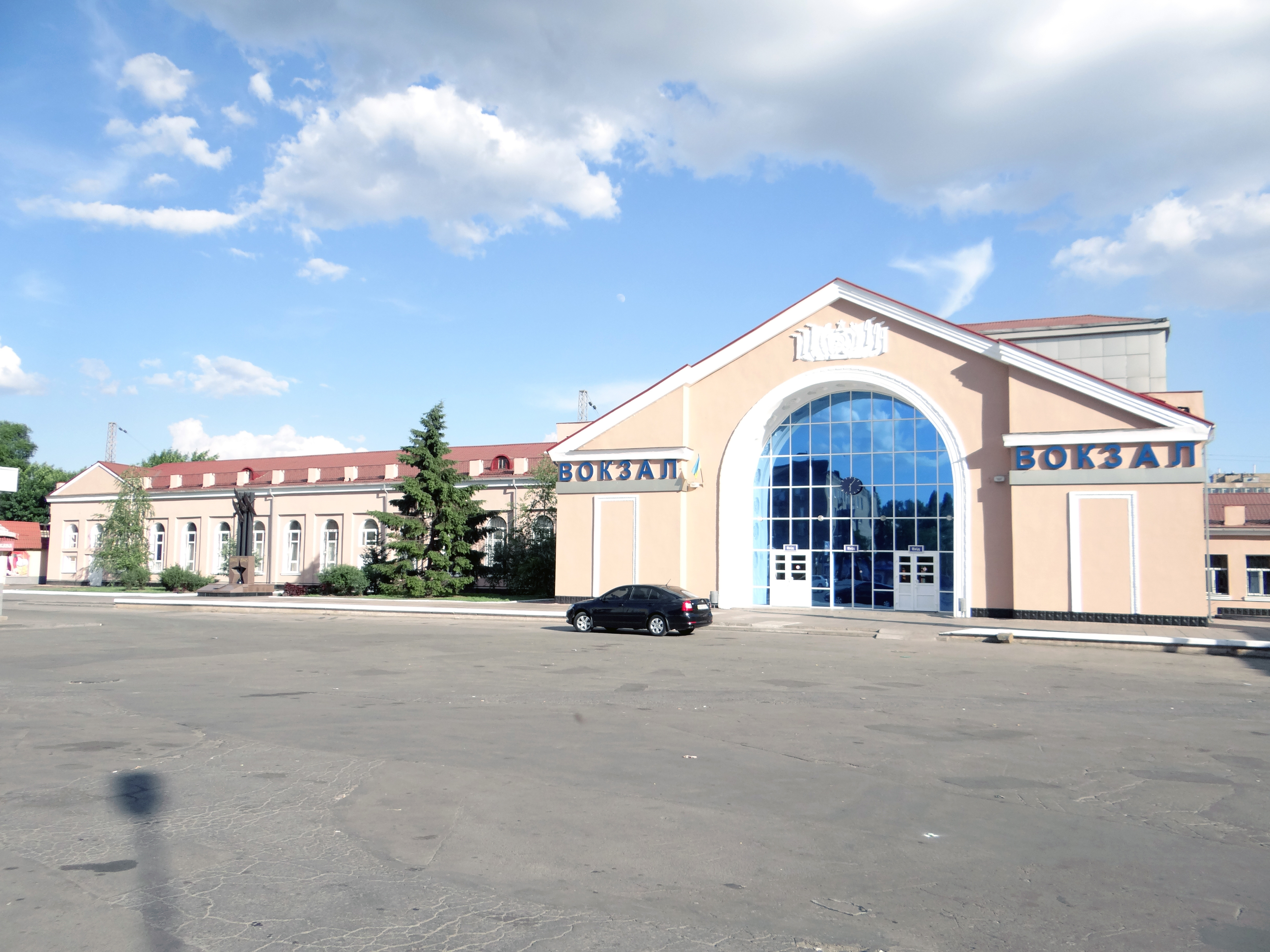
Кривий Ріг
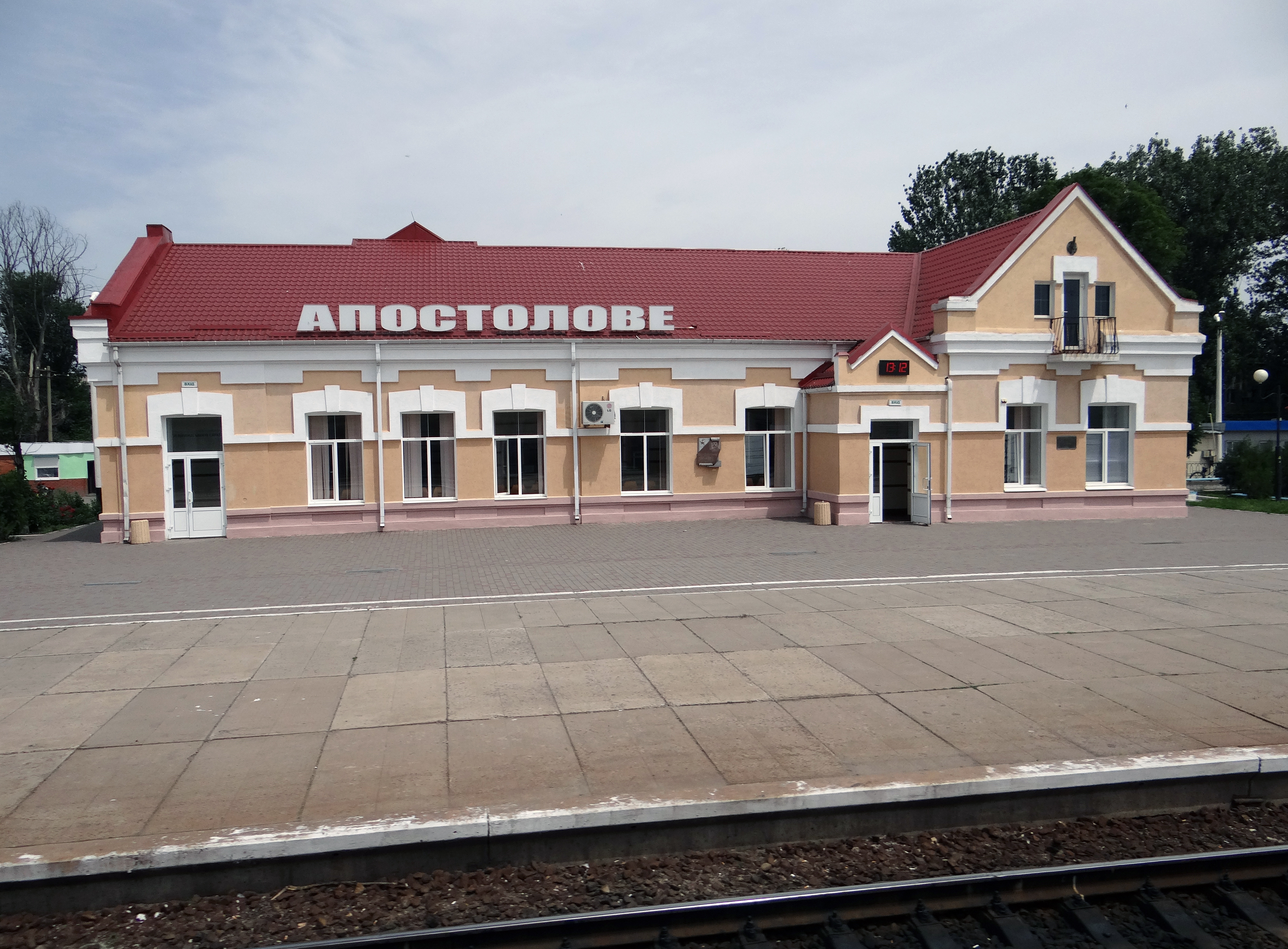
Апостолове
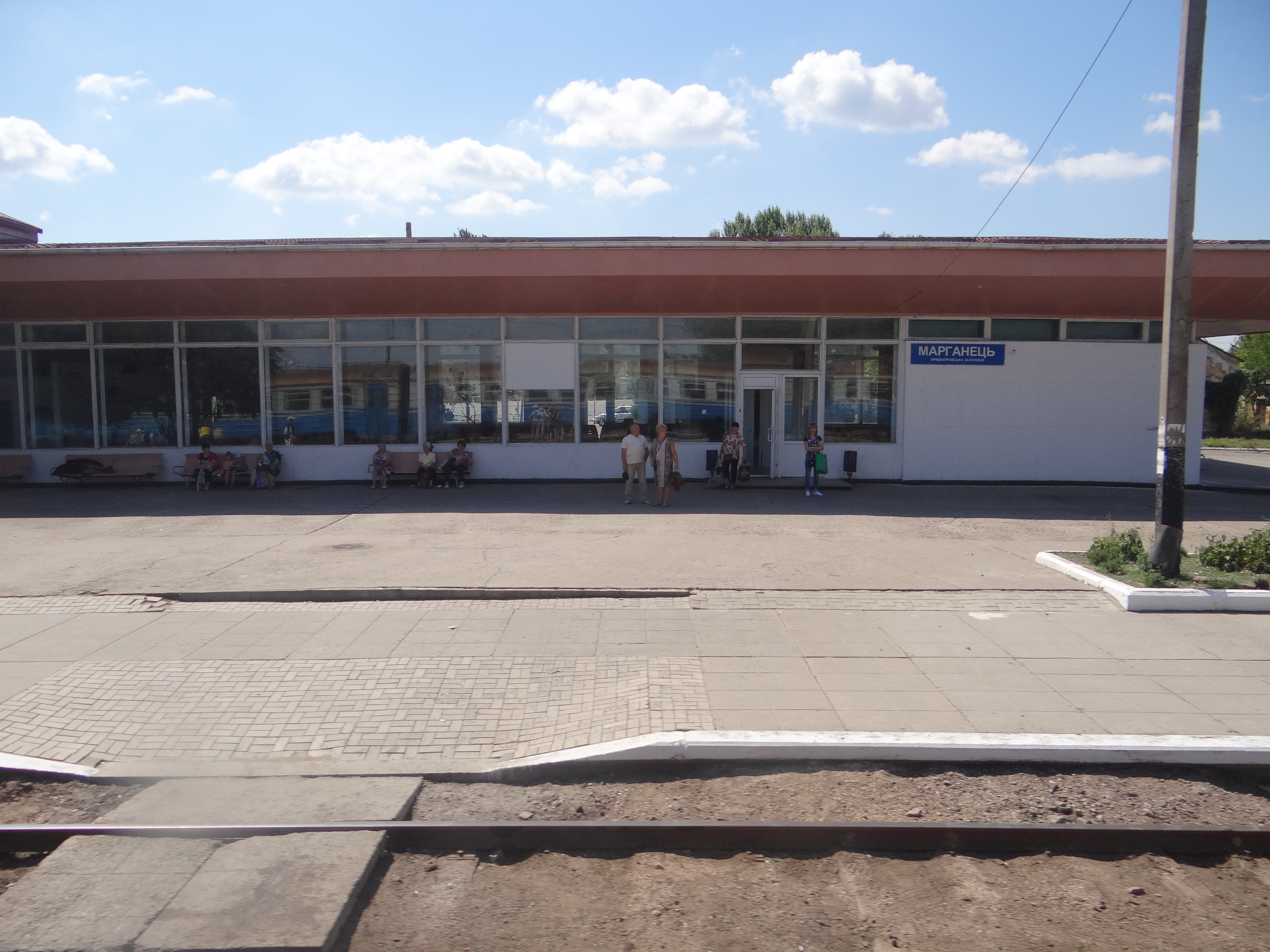
Марганець
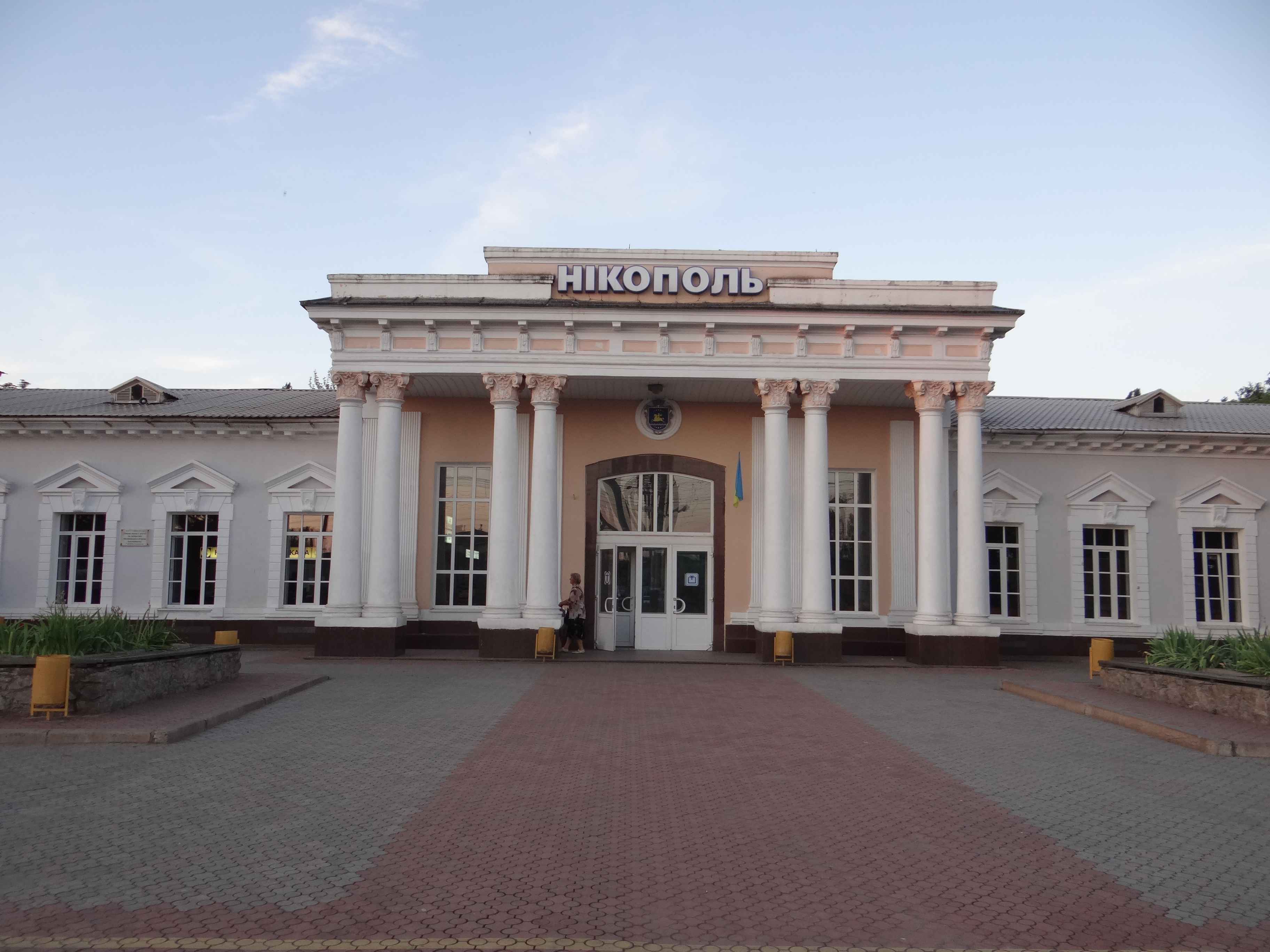
Нікополь

## Залізниці
Основні міжрегіональні електрифіковані залізниці дирекції відгалужуються від Кривого Рогу:
- на північ — у напрямку Жовтих Вод, П'ятихаток, Олександрії і далі у напрямку Києва;
- на захід — у напрямку Тимкового, Долинської, Помічної і далі на Одесу та Львів;
- на південь — у напрямку Апостолового, Нікополя і Запоріжжя, Криму, Бердянська, Волновахи;
- на схід — у напрямку Верхівцеве, Кам'янського, Дніпра і далі на Харків та Донбасу.

Ще одна міжрегіональна, але неелектрифікована залізнична лінія Харків — Херсон пролягає через станцію Апостолове.
Решта залізниць виконують допоміжну роль та застосовуються переважно для перевезення сировини з навколишніх шахт. Серед цих залізниць можна зазначити лінію, яка обходить Кривий Ріг із заходу.

## Структурні підрозділи
На території Криворізької дирекції розташовані 22 структурних підрозділи, які підпорядковані відповідним службам Придніпровської залізниці:

### Депо

#### Основні локомотивні
- Криворізьке локомотивне депо (ст. Кривий Ріг-Головний) (ТЧ-2)
- П'ятихаткинське локомотивне депо (ст. П'ятихатки) (ТЧ-9)

#### Оборотні локомотивні
- Апостолівське локомотивне депо (ст. Апостолове)
- Нікопольське локомотивне депо (ст. Нікополь)

#### Моторвагонні
- Нікопольське моторвагонне депо (ЕРПЧ-2) (ст. Нікополь)

#### Вагонні
- ст. Незалежна (ВЧД-2)
- ст. Мудрьона (ВЧД-8)
- ст. П'ятихатки (ВЧД-12)

### Дистанції колії
- ст. Кривий Ріг-Головний (ПЧ-12)
- ст. П'ятихатки (ПЧ-11)
- ст. Апостолове (ПЧ-13)
- ст. Нікополь (ПЧ-16)

### Дистанції сигналізації і зв'язку
- ст. Кривий Ріг-Головний (ШЧ-10)
- ст. П'ятихатки (ШЧ-7)
- ст. Апостолове (ШЧ-8)

### Дистанції енергопостачання
- ст. Кривий Ріг-Головний (ЕЧ-6)
- ст. Нікополь (ЕЧ-1)

### Дослідні колійні машинні станції
- ст. Незалежна (ДКМС-80)
- ст. П'ятихатки (ДКМС-237)

### Інші структурні підрозділи
- Дистанція захисних лісонасаджень (ПЧЛ-2);
- Відділ воєнізованої охорони (НОР-2) на станції Кривий Ріг-Головний.

До складу Криворізької дирекції залізничних перевезень входять також виробничо-технологічні підрозділи:
- 45 залізничних станцій;
- 9 роз'їздів;
- 3 зупинних пункти;
- Криворізький відновний (відбудовний) поїзд;
- П'ятихатський відновний (відбудовний) поїзд;
- Виробничо-технологічний підрозділ «Колія»;
- Центр з обробки пасажирських документів;
- Автотранспортний цех;
- Лінійне бюро з розподілу місць у пасажирських поїздах;
- Квиткове бюро.